# V830 Tau
V830 Tau é um estrela jovem. V830 Tau tem idade em torno de dois milhões de anos e apresenta alta atividade magnética. Em torno da estrela orbita o exoplaneta V830 Tau B, descoberto em 2016 por um grupo de cientistas.